# 願い (RYTHEMの曲)
「願い」（ねがい）は、日本の音楽デュオ・RYTHEMの10作目のシングル。

## 解説
- 日本テレビ系
  - 『ズームイン!!SUPER』お天気コーナーのBGM（2006年3月度）
  - 『スッキリ!!』エンディングテーマ。（2006年4月度）

## 収録曲
1. 願い（作詞・作曲:RYTHEM、編曲:森俊之）
2. ピカソの休日（作詞:RYTHEM、作曲:新津由衣、編曲:CHOKKAKU）
3. 願い（Instrumental）
4. ピカソの休日（Instrumental）

## 参加ミュージシャン
RYTHEM
- YUI：Vocal (#1,2)
- YUKA：Vocal (#1,2)

Additional Musician
- 森俊之：Sound Produced & All Programming & Instruments & Acoustic Piano (#1,3)
- CHOKKAKU：Sound Produced & Programming & Instruments (#2,4)
- 松原秀樹：Electric Bass (#1,3)
- 種子田健：Bass (#2,4)
- 佐橋佳幸：Guitar (#1,3)
- 河村"カースケ"智康：Drums (#1,3)
- 佐藤芳明：Accordion (#2,4)
- 後藤勇一郎ストリングス：Strings (#1,3)
- 山本拓夫：Clarinet (#2,4)

## 収録アルバム
- 夢現ファクトリー (#1/#2)
- BEST STORY (#1)